# The Best of King Diamond
The Best of King Diamond је компилацијски албум хеви метал бенда Кинг Дајмонд.

## Листа Песама
1. „The Candle“ – 6:42
2. „Charon“ – 4:17
3. „Halloween“ – 4:15
4. „No Presents for Christmas“ – 4:22
5. „Arrival“ – 5:26
6. „A Mansion in Darkness“ – 4:35
7. „The Family Ghost“ – 4:08
8. „Abigail“ – 4:52
9. „Welcome Home“ – 4:37
10. „The Invisible Guests“ – 5:04
11. „Tea“ – 5:15
12. „At the Graves“ – 8:57
13. „Sleepless Nights“ – 5:05
14. „Eye of the Witch“ – 3:48
15. „Burn“ – 3:44

## Постава бенда
- Кинг Дајмонд - вокал
- Енди Ла Рок - гитара
- Мајкл Денер - гитара
- Пит Блек - гитара
- Тими Хансен - бас гитара